# Гимельштейн, Наум Яковлевич
Наум Яковлевич Гимельштейн — советский военный комиссар.

## Биография
Уроженец Феодосии. 
Помощник командира бронепоезда «Свобода или смерть!» А. В. Полупанова. Бронепоезд участвовал в боях под Сызранью и Бугульмой. 22 июля 1918 бой за Симбирск был проигран, бронепоезд потерян. Полупанов с командой бронепоезда на пароходе уплыли по Волге к Казани. У Старой Майны пароход был захвачен белыми, которые команду бронепоезда и отряд венгров-интернационалистов расстреляли. А. В. Полупанов и комендант бронепоезда Н. Я. Гимельштейн смогли бежать и добраться до Казани. 
В 1919 комиссар бронепоезда «Свобода или смерть!» при командире А. Е. Зайцеве. В период командования А. Е. Зайцева бронепоезд только ещё строился, И первоначально он должен был называться «Имени товарища Свердлова», формирование начато было ещё в марте 1919 в Николаеве. Ввиду выяснившейся невозможности выполнить бронирование в Николаеве, в середине апреля эшелон с командой выехал в Бежицу, где бронирование началось 24 июля 1919. А. Е. Зайцев по болезни был заменён другим командиром в середине августа ещё до окончания строительства бронепоезда. 
В 1925 году проживал в Симферополе где ему как "Герою Красной армии, подпольному работнику и инвалиду Гражданской войны" назначена персональная пенсия 50 рублей.  

## Награды
- наградное оружие — парабеллум № 8254 с гравировкой на щёчках: «Отважно сражавшийся против белой свори, за дело рабочего класса», от командира бронепоезда № 75 Г. П. Гавриша.